# خانه خانم رضازاده
خانه خانم رضازاده مربوط به دوره قاجار است و در رودسر، کوچه شهردار، تقاطع کوچه بانک ملی واقع شده و این اثر در تاریخ ۱۱ شهریور ۱۳۸۲ با شمارهٔ ثبت ۹۹۲۳ به‌عنوان یکی از آثار ملی ایران به ثبت رسیده‌است.